# Rayong Province Stadium
Das Rayong Province Stadium (Thai สนามกีฬา จ.ระยอง หรือ สนามกีฬา อบจ.ระยอง), oder auch Rayong Province Central Stadion genannt, ist ein Mehrzweckstadion in Rayong in der Provinz Rayong, Thailand. Es wird hauptsächlich für Fußballspiele genutzt und ist das Heimstadion vom thailändischen Zweitligisten Rayong Football Club. Das Stadion hat eine Kapazität von 7500 Personen. Eigentümer und Betreiber des Stadions ist die Rayong Provincial Administrative Organization.

## Galerie

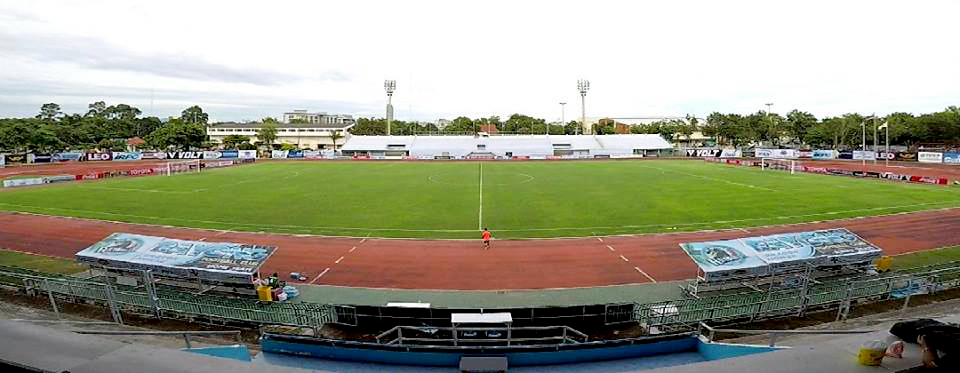

## Nutzer des Stadions
| Verein               | Zeitraum der Nutzung |
| -------------------- | -------------------- |
| Navy FC              | 2009 bis 2010        |
| Rayong FC            | 2009 bis heute       |
| Pluakdaeng United FC | 2013                 |
| Pluakdaeng United FC | 2016 bis heute       |
| PTT Rayong FC        | 2010 bis 2011        |